# Římskokatolická farnost Osenice
Římskokatolická farnost Osenice (něm. Wossenitz) je církevní správní jednotka sdružující římské katolíky na území vesnice Osenice a v jejím okolí. Organizačně spadá do turnovského vikariátu, který je jedním z 10 vikariátů litoměřické diecéze.

## Historie farnosti
Farnost existuje již od středověku. Přesné datum jejího založení však není známo. Matriky jsou vedeny od roku 1658. Do 31. května 1993 byla farnost součástí nymburského vikariátu.

### Duchovní správcové vedoucí farnost
Začátek působnosti jmenovaného v duchovní správě farnosti od:
- 1357 Nicolaus
- 1373 Zbyněk
- 1377 Simon
- 1391 Joannes
- 1424 Paulus
- Mathias
- 1434 Joannes
- 1665 Jacobus Ignatius Sartorinus
- 1677 Iulius Wenceslaus Regtharek n. Nimbug.
- 13. 5. 1688 Ioannes Ignatius Ctibor
- 24. 7. 1700 Joannes Guilelmus Schreiter de Schreitenthal n. Neoboleslav
- 10. 5. 1711 Wenceslaus Tessanek
- 16. 10. 1719 Mathias Franciscus Ockenfus
- 20. 4. 1724 par. vacat, admin. Wenceslaus Iosephus Buta
- 15. 12. 1724 Wenceslaus Iosephus Buta, n. 1693 Giczinensis, † 5. 1. 1759
- 8. 6. 1759 Carolus Moheld, n. 1710 Prag., † 4. 5. 1783
- 18. 7. 1783 Jos. Chwalkowsky, n. 1735 Libanens. † 25.5. 1788
- 22. 7. 1788 Adalb. Pirschtinger, n. 1742 Prag., † 15. 1. 1818
- 14. 7. 1818 Wenc. Beranek, n. 23. 1. 1785 Aucens., o. 17. 3. 1815, † 26. 5. 1864
- 2. 6. 1864 Joann. Kořjnek, n. 9. 2. 1811 Vrsec., o. 25. 7. 1835, † 2. 2. 1873
- 1873 Joann. Nep. Pelant, n. 18. 12. 1832 Vlkava, o. 26. 7. 1858, † 30. 9. 1907
- 1907 par. vacat, admin. interc. Jos. Kříž
- 1. 1. 1908 Franc. Pokorný, n. 7. 2. 1858 Střevač., o. 3. 6. 1883, † 25. 2. 1933
- 1. 8. 1933 Alois Wencesl. Dumek, n. 11. 1. 1884 Luštěnice, o. 12. 7. 1908, † 21. 2. 1953
- 1. 3. 1953 Antonín Tuček
- 17. 4. 1953 Josef Pařík
- 27. 8. 1953 Antonín Tuček
- 7. 11. 1961 Imrich Solnica
- 1. 4. 1986 Bohuslav Skácel
- 1. 7. 1987 Jiří Hladík OP
- 1. 10. 1990 Jan Bečvář
- 1. 9. 1995 Augustín Števica (administrátor exc. z Libáně)[2]

## Území farnosti
Do farnosti náleží území obce:
- Bačalky
- Brodek
- Dětenice
- Dolní Rokytňany
- Horní Rokytňany
- Lično
- Osenice
- Prodašice
- Ujkovice (Heikowitz[p 1])

## Římskokatolické sakrální stavby a místa kultu na území farnosti
| | Fotografie | Stavba                      | Místo           | Bohoslužby                      | Zeměpisné souřadnice            | Status          | Číslo kulturní památky                       |
| Kostel | Kostel     | Kostel                      | Kostel          | Kostel                          | Kostel                          | Kostel          | Kostel                                       |
| --- | ---------- | --------------------------- | --------------- | ------------------------------- | ------------------------------- | --------------- | -------------------------------------------- |
| 1. |            | Kostel Narození Panny Marie | Osenice         | bližší informace o bohoslužbách | 50°22′16″ s. š., 15°9′28″ v. d. | farní kostel    | 10825/6-5867 (Pk•MIS•Sez•Obr•WD) (Q24045378) |
| Kaple |            |                             |                 |                                 |                                 |                 |                                              |
| 2. |            | Kaple sv. Anny              | Osenice         | bližší informace o bohoslužbách | 50°22′12″ s. š., 15°9′32″ v. d. | hřbitovní kaple | —                                            |
| 3. |            | Kaple sv. Jana Nepomuckého  | Dětenice        | bližší informace o bohoslužbách | 50°22′5″ s. š., 15°10′12″ v. d. | kaple           | —                                            |
| 4. |            | Kaple Nejsvětější Trojice   | Horní Rokytňany | bližší informace o bohoslužbách | 50°22′33″ s. š., 15°8′16″ v. d. | kaple           | —                                            |
| Některé drobné sakrální stavby a pamětihodnosti lze dohledat zde v databázi Drobné sakrální památky Zaniklé sakrální stavby lze dohledat zde v databázi Poškozené a zničené kostely, kaple a synagogy v České republice |            |                             |                 |                                 |                                 |                 |                                              |

Ve farnosti se mohou nacházet i další drobné sakrální stavby, místa římskokatolického kultu a pamětihodnosti, které neobsahuje tato tabulka.

## Příslušnost k farnímu obvodu
Z důvodu efektivity duchovní správy byl vytvořen farní obvod (kolatura) farnosti Libáň, jehož součástí je i farnost Osenice, která je tak spravována excurrendo.